# Bizzarrini GT 5300
Der Bizzarrini GT 5300 ist ein in geringen Stückzahlen produzierter Sportwagen des italienischen Automobilherstellers Automobili Bizzarrini, der historisch und technisch eng mit dem Iso Grifo des Mailänder Sportwagenherstellers Iso Rivolta verwandt ist. Das Auto war die Rennsportversion des Grifo und wurde anfänglich als Iso Grifo A3/C vermarktet. Nach dem Ende der geschäftlichen Beziehungen zwischen Bizzarrini und Iso Rivolta wurde es 1965 zu einem eigenständigen Modell. Bizzarrini bot den nun GT 5300 genannten Wagen in einer straßentauglichen Version und in einer überarbeiteten, für Motorsporteinsätze geeigneten Ausführung an. Der Produktionsumfang beider Versionen blieb hinter Bizzarrinis Erwartungen zurück. Auch im Motorsport konnte der GT 5300 nicht an die Erfolge anknüpfen, die 1964 und 1965 mit dem weitgehend baugleichen Iso A3/C erzielt worden waren.

## Modellgeschichte

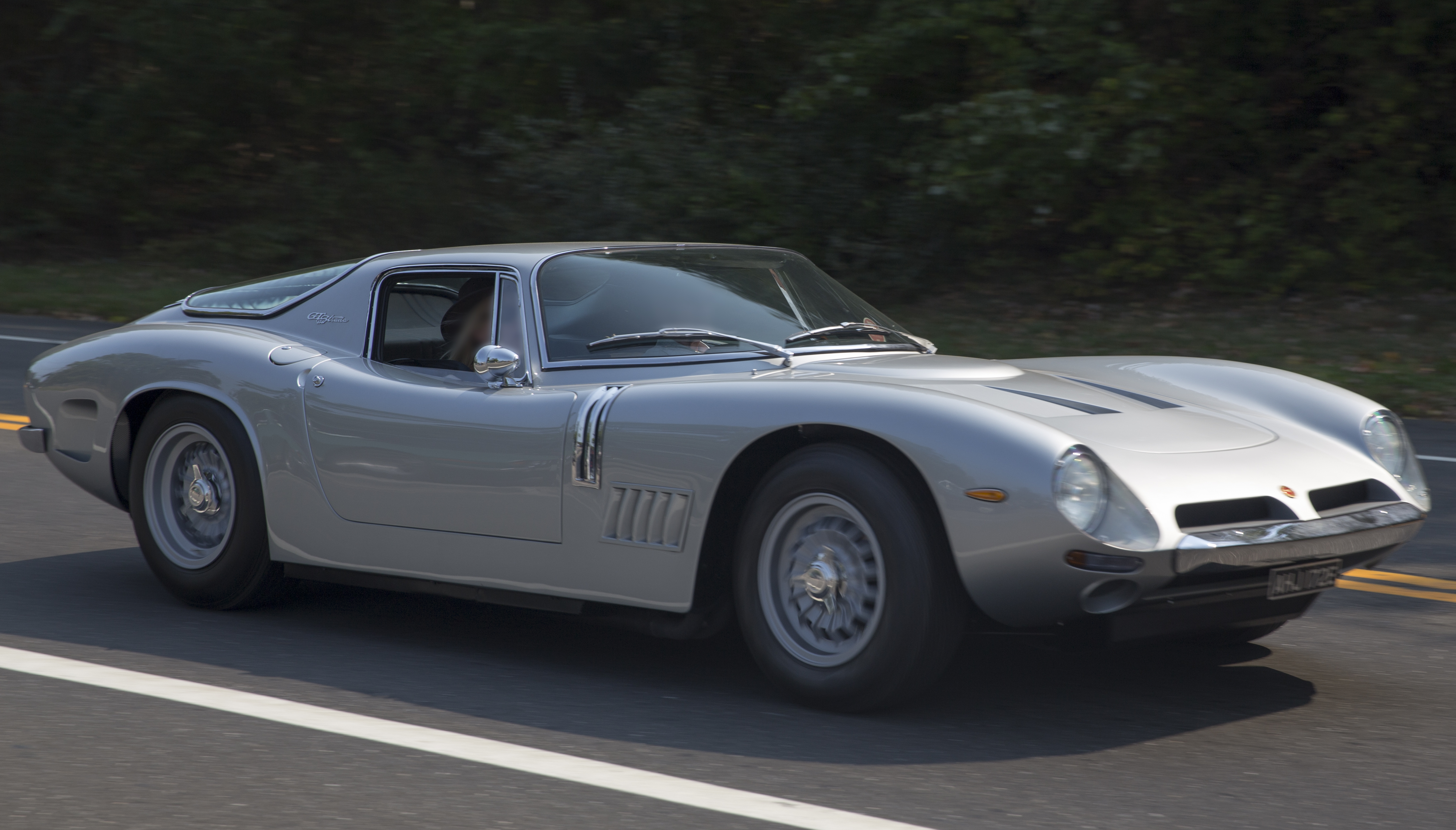
Bizzarrini GT Strada 5300

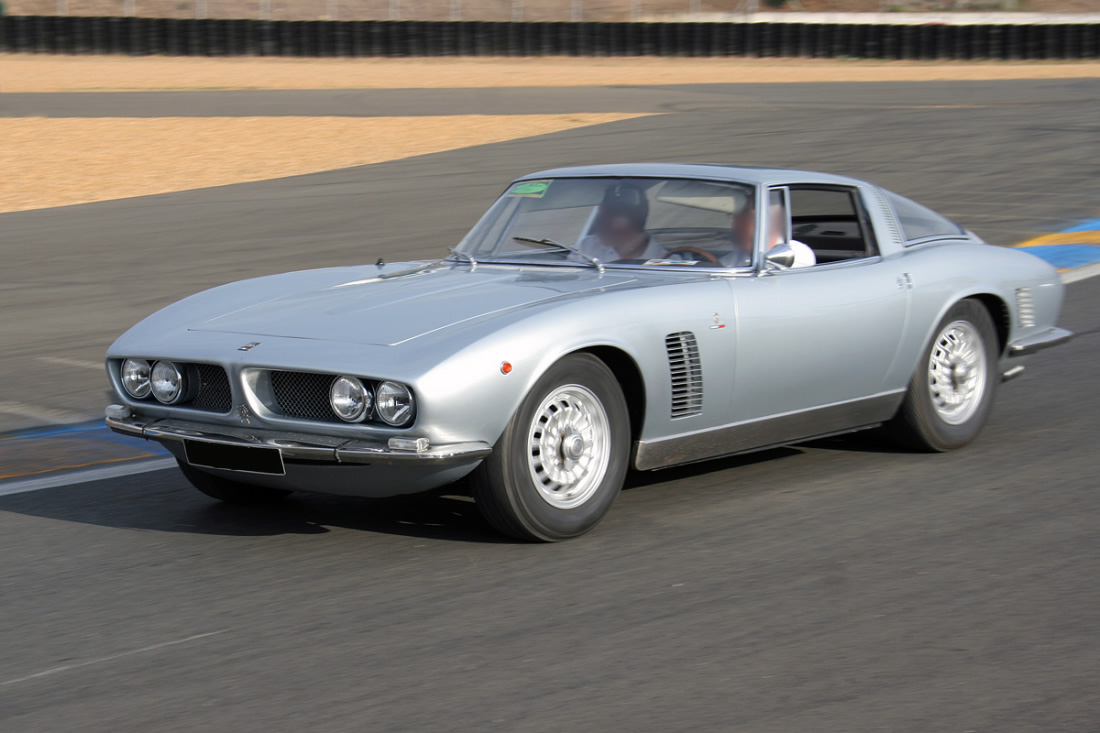
Zum Vergleich: Ein Iso A3/L Grifo

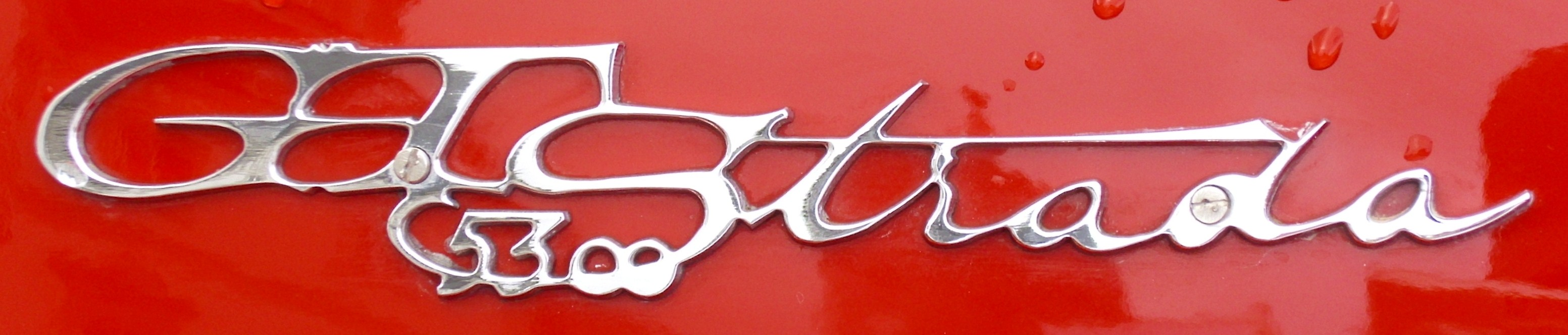
Schriftzug

### Iso Grifo
Giotto Bizzarrini, seit 1962 Inhaber des toskanischen Unternehmens Automobili Bizzarrini, hatte bereits 1962 in Auftragsarbeit das Chassis für den Iso Rivolta 300 entworfen. Ein Jahr später konstruierte Bizzarrini auch das Chassis für Isos zweites Modell, das als sportlicher Zweisitzer im Gran-Turismo-Stil angelegt war. Dieses Fahrzeug sollte wie schon der 300 einen Motor der Corvette mit einer von Giorgetto Giugiaro für Bertone entworfenen Karosserie verbinden. Es erhielt zunächst den Namen Iso A3/L, wobei das L für Lusso (Luxus) stand und signalisierte, dass es sich bei aller Sportlichkeit zugleich um ein komfortables Fahrzeug für den Straßenverkehr handelte. Dieser Iso A3/L wurde später als Iso Grifo weltbekannt.

### Sportversion des Grifo
Lange bevor 1965 die Serienfertigung des Iso Grifo anlief, leitete Giotto Bizzarrini von dem A3/L eine wettbewerbstaugliche Version ab, die geeignet und dazu bestimmt war, im Rennsport eingesetzt zu werden. Die Initiative zu diesem Projekt ging von Bizzarrini aus: Er war der Ansicht, dass der Verkauf des Straßensportwagens A3/L durch Erfolge im Rennsport erheblich gefördert werden könne. Renzo Rivolta unterstützte das Anliegen, obwohl er selbst dem Autorennsport skeptisch gegenüberstand.
Das Ergebnis von Bizzarrinis Arbeiten war der Iso A3/C (für Competizione). Der A3/C hatte eine eigenständige Karosserie, wies aber ein dem A3/L ähnliches Fahrwerk auf und entsprach diesem in der Antriebstechnik: Hier wie dort wurde ein 5,3 Liter großer Achtzylindermotor aus der Chevrolet Corvette eingesetzt. Die Öffentlichkeit sah das seinerzeit noch unlackierte Auto erstmals auf dem Turiner Autosalon im Oktober 1963. Es war auf dem Stand von Iso Rivolta ausgestellt, während die Straßenversion, der A3/L „Grifo“, gleichzeitig auf dem Bertone-Stand präsentiert wurde.
Ein halbes Jahr später erschien der A3/L erstmals bei einer Rennsportveranstaltung: Automobili Bizzarrini meldete mit Unterstützung von Iso Rivolta zwei als Iso bezeichnete Fahrzeuge für das 12-Stunden-Rennen von Sebring. Beide Fahrzeuge fielen mit technischem Defekt aus. In den folgenden zwei Jahren gab es einige weitere Rennteilnahmen, unter anderem am 24-Stunden-Rennen von Le Mans, die in unterschiedlichem Maße erfolgreich waren.
Ab 1965 wurde der A3/C in Kleinserie bei Bizzarrini in Livorno hergestellt; und zunächst noch über Iso Rivolta vertrieben.

### Trennung von Iso Rivolta
Im Laufe des Jahres 1965 kam es zum Zerwürfnis zwischen Renzo Rivolta und Giotto Bizzarrini. Bizzarrini hatte einige der A3/C-Fahrzeuge mit seinem Markenemblem statt mit dem Iso Rivoltas versehen; von größerer Bedeutung war allerdings der Umstand, dass sich Bizzarrini die Modellbezeichnung „Grifo“ hatte schützen lassen.
Rivolta und Bizzarrini vereinbarten zur Beilegung des Streits letztlich eine Aufteilung der Marktsegmente: Iso Rivolta erhielt den Markennamen Grifo zur exklusiven Verwendung und beschränkte sich künftig darauf, den Straßensportwagen A3/L unter der Bezeichnung Iso Grifo zu produzieren und zu vertreiben, während Giotto Bizzarrini ab Spätsommer 1965 die Sportversion A3/C unter eigenem Namen als Bizzarrini GT 5300 herstellte. Bizzarrini erhielt zudem von Iso Rivolta Fahrwerks- und Antriebsteile, die ausreichten, um etwa 50 weitere Fahrzeuge zu bauen.
Ab der zweiten Hälfte des Jahres 1965 stellte Bizzarrini in Livorno im eigenen Namen eine Reihe von Fahrzeugen her, die auf dem für Iso Rivolta entworfenen A3/C beruhten. Dabei entstanden unterschiedliche Versionen, die sich hinsichtlich der Technik und des Aufbaus unterschieden:
- Die straßentaugliche Version erhielt die Bezeichnung Bizzarrini GT Strada 5300.
- Eine Rennsportversion mit der Bezeichnung Bizzarrini GT Corsa 5300, die werksseitig bei Langstreckenrennen eingesetzt wurde. Auf Kundenwunsch wurden bei einigen Fahrzeugen auch Strada-Elemente mit denen des Corsa verbunden.[6]
- In nur drei Exemplaren entstand außerdem ein Spyder.

### Produktionsumfang und heutige Marktlage
Bis zur Trennung von Renzo Rivolta produzierte Bizzarrini zwischen 20 und 30 A3/C-Fahrzeuge für Iso. Die Angaben sind im Einzelnen sehr uneinheitlich; teilweise ist von 22 komplettierten Autos die Rede, teilweise von 30. Sicher ist, dass ein 1965 hergestelltes Exemplar mit einer Kunststoffkarosserie versehen wurde.
Wie viele Exemplare des GT 5300 Bizzarrini nach der Trennung von Iso im eigenen Namen produzierte, ist ebenfalls sehr unklar. Die Angaben in der Literatur und in sonstigen Quellen gehen weit auseinander. Bis in die 1990er Jahre hinein wurde überwiegend davon ausgegangen, dass insgesamt 149 Exemplare der GT-5300-Reihe hergestellt wurden. In der jüngeren Literatur wird diese Zahl mittlerweile als deutlich zu hoch angesehen. Inzwischen nennen die meisten Quellen etwa 100 bis 110 komplettierte Fahrzeuge. Andere nehmen dagegen für die Jahre 1964 bis 1966 eine Produktion von lediglich 78 Fahrzeugen an und gehen davon aus, dass in den Jahren 1967 und 1968 aufgrund einer Konzentration auf den Nachfolger Bizzarrini P 538 nur noch wenige weitere GT 5300 gebaut wurden. In vielen Fällen ist zudem nicht deutlich, ob die Angaben die für Iso gebauten A3/C einschließen oder sich allein auf die Bizzarrini-Modelle beziehen. Einigkeit besteht allein darin, dass die Corsa-Versionen deutlich seltener sind als die Strada-Modelle. Die meisten Quellen gehen davon aus, dass insgesamt maximal 10 Exemplare des GT Corsa 5300 hergestellt wurden.
Giotto Bizzarrini selbst ist nicht in der Lage, den Produktionsumfang eindeutig zu bestimmen. Er behauptet, seinerzeit keine exakte Buchführung betrieben zu haben, da er sich allein um die technische Seite des Geschäfts gekümmert habe. Zudem wurden keine durchgängigen Fahrgestellnummern verwendet.
Heute sind die Bizzarrini GT 5300 sowohl in der Strada- als auch in der Corsa-Version gesuchte Oldtimer, die als Wertanlage fungieren und für die hohe bis sehr hohe Preise gezahlt werden. Ein GT Strada 5300 in gutem, aber nicht exzellentem Zustand wurde 2010 nach Classic Data mit einem Kaufpreis von etwa 250.000 Euro veranschlagt. Bei Versteigerungen werden teilweise deutlich höhere Preise erzielt. Im Januar 2011 versteigerte das Auktionshaus Coys of Kensington in London einen der letzten GT Strada 5300 für knapp 280.000 Euro;. RM Auctions erzielte nur vier Monate später bei einer im Rahmen des Concorso D’Eleganza Villa D’Este in Cernobbio abgehaltenen Auktion für ein sehr ähnliches Auto einen Veräußerungserlös von 400.000 Euro. Doch Preise im mittleren sechsstelligen Bereich gehören mittlerweile der Vergangenheit an. Auf der Artcurial Auktion im Februar 2015 erzielte ein GT Strada 5300 einen Versteigerungserlös in Höhe von 1,2 Millionen Euro. Das war etwa das Doppelte des geforderten Mindestgebots.

## Technik und Karosserie

### Fahrwerk
Der Bizzarrini GT 5300 beruht – ebenso wie der weitgehend baugleiche Iso A3/C –, auf einem Halb-Monocoque aus Aluminiumblechen. Konstruktiv ähnelte es dem des Iso Grifo A3/L, allerdings war der Radstand um 50 Millimeter kürzer. Die hintere Radaufhängung mit einer starren De-Dion-Achse an vier Längslenkern und einem Wattgestänge entsprach der des Grifo A3/L, die vordere mit Kugelumlauflenkung und einzeln an Doppelquerlenkern aufgehängten Rädern war dagegen eigenständig.
Eine Besonderheit des GT 5300 war die Lage seines Motors: Um sein Gewicht möglichst zentral im Fahrzeug zu lagern, setzte Bizzarrini ihn weit hinter die Vorderachse. Das führte dazu, dass einige Teile – unter anderem der Zündverteiler –, nur über die Fahrgastzelle zugänglich waren. Sie konnten über eine Klappe im Armaturenbrett erreicht werden.
Einer möglichst gleichmäßigen Gewichtsverteilung diente auch die Anordnung der insgesamt 140 Liter fassenden Tanks: Je ein Tank befand sich in den Seitenschwellern unterhalb der Türen, und ein dritter, größerer Tank war hinter den Sitzen installiert. Damit erreichte Bizzarrini eine Gewichtsverteilung von 52 vorn zu 48 hinten.

### Motor
Bei allen Modellen verwendete Bizzarrini einen 5,3 Liter Small-Block-Achtzylinder von GM, ähnlich dem der Chevrolet Corvette High Performance 340. Man bot ihn in unterschiedlichen Bearbeitungs- und Leistungsstufen an. Zu den regulären Tuningmaßnahmen gehörten geänderte Ein- und Auslasskanäle sowie eine modifizierte Kurbelwelle, zudem gab es unterschiedliche Vergasersysteme. Im Strada wurde üblicherweise ein Carter-, später ein Holley-Doppel-Registervergaser verwendet, während die Corsa-Modelle über vier Doppelvergaser von Eduardo Weber (Typ 42, später Typ 45 DCOE) versorgt wurden. In der Strada-Version erreichte der Motor etwa 365 bhp (272 kW), während für die Corsa-Modelle eine Leistung von etwa 400 bis 405 PS (294 bis 298 kW) angegeben wurde; andere Quellen sprechen von 420 PS.
Mindestens ein Bizzarrini GT wurde für Rennzwecke mit einem 7,0 Liter großen Achtzylindermotor von Ford ausgestattet, der 450 PS (331 kW), nach anderen Quellen sogar 550 PS (404 kW) leistete. Dieses Fahrzeug erhielt später eine Karosserie von Neri e Bonacini versehen und wurde als Nembo 7 Litri verkauft.

### Karosserie
Die Karosserie des GT 5300 entsprach der des Iso A3/C. Sie hatte nahezu keine Ähnlichkeit mit dem Iso Grifo A3/L, der als komfortabler Gran Turismo gestaltet war. Der Entwurf der Sportwagenkarosserie wird üblicherweise Giorgio Giugiaro und damit Bertone zugeschrieben. In einigen Quellen wird aber Giugiaros Einfluss auf die Gestaltung des Fahrzeugs deutlich relativiert. Danach habe Giotto Bizzarrini die Karosserie zusammen mit seinem Angestellten Piero Vanni selbst entworfen, während Giugiaro und Bertone lediglich noch einige Verfeinerungen vorgenommen hätten.
Die Karosserie war im Hinblick auf die erwünschten sportlichen Erfolge betont zweckorientiert. Schon der Strada war mit einer Höhe von nur 1,11 Metern ausgesprochen niedrig; das Sportmodell Corsa erreichte sogar nur eine Höhe von 1,06 Metern. Die Scheinwerfer waren zurückversetzt und mit Scheiben aus Polymethylmethacrylat (Plexiglas) abgedeckt, die Windschutzscheibe war stark gewölbt. Stoßstangen fehlten völlig; einige Strada-Modelle erhielten aus optischen Gründen dünne Stoßstangen-Imitate. Die Karosserie wird üblicherweise als aerodynamisch sehr effizient beschrieben. Ihr Luftwiderstandsbeiwert soll nur 0,30 betragen haben.
Solange Bizzarrini die A3/C-Modelle für Iso Rivolta komplettierte, wurde die Karosserie des A3/C in Piero Drogos Werk Carrozzeria Sports Cars in Modena hergestellt. Nachdem sich Bizzarrini und Rivolta getrennt hatten, zerbrach auch die Geschäftsbeziehung zu Drogo. Die Aluminium-Karosserien für die GT-5300-Modelle wurden danach von wechselnden Zulieferern bezogen. Die meisten Aufbauten lieferte das kleine Modeneser Karosseriewerk BBM und nach dessen Insolvenz Grosso e Vece in Turin. Auch von Subalpina kamen einzelne Aluminiumkarosserien. Einzelne Kunststoffkarosserien baute außerdem der Bootshersteller Vincenzo Catarsi. Die Komplettierung der Autos übernahm ab 1966 regelhaft der Spezialbetrieb Carbondio in Turin.

## Modelle

### Bizzarrini GT Strada 5300

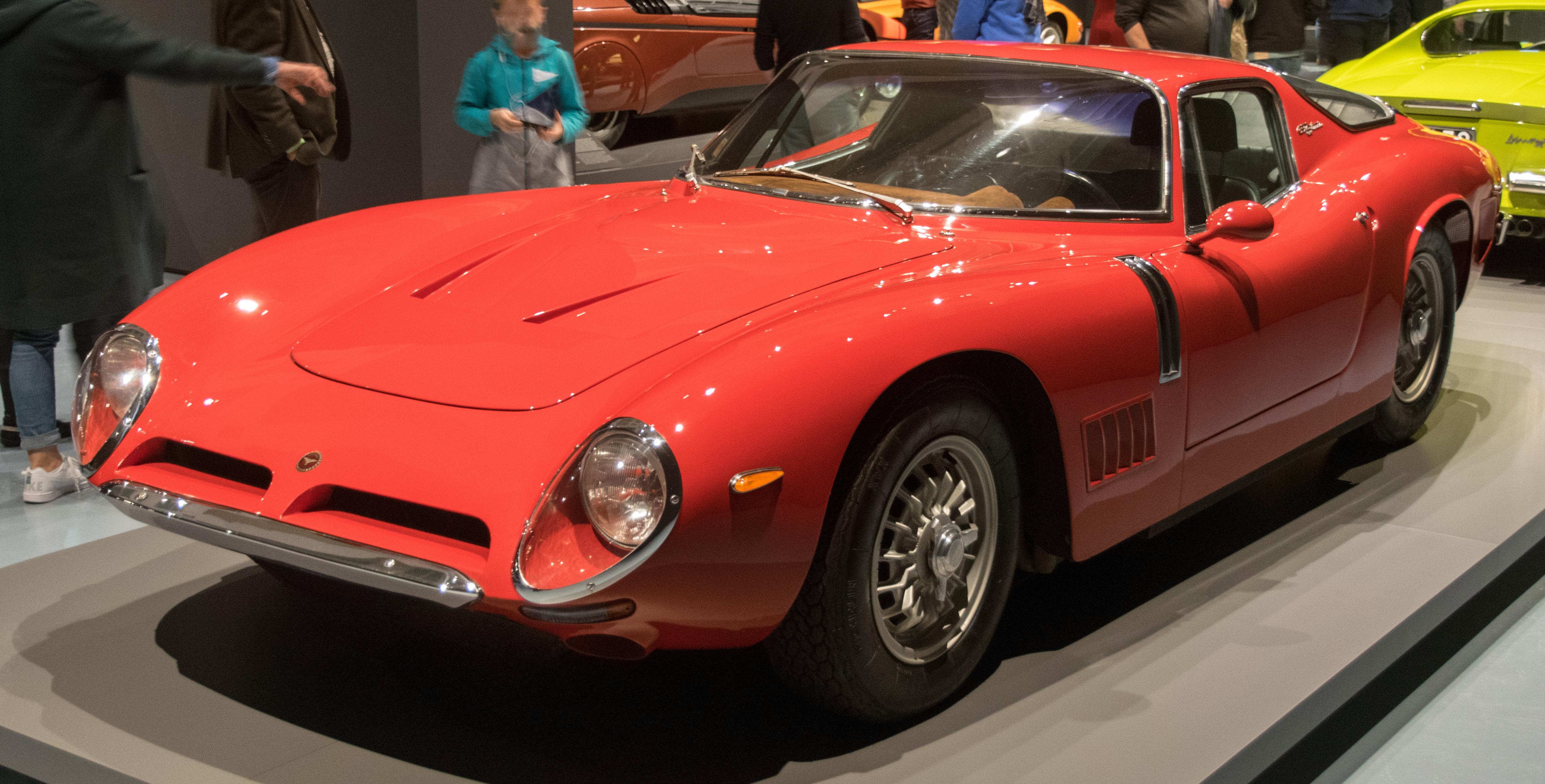
Bizzarrini GT Strada 5300 im Museum Kunstpalast Düsseldorf

Der GT Strada 5300 war die am weitesten verbreitete Version des Bizzarrini. Sie trug eine Aluminium-Karosserie, war üblicherweise mit dem 365 PS starken Triebwerk ausgestattet und bot im Innenraum ein Mindestmaß an Komfort. Dazu gehörten seitliche Kurbelfenster, eine Lüftung, die von Fiat übernommen wurde, sowie ein mit Kunstleder bezogenes Armaturenbrett, das in einigen Fällen mit Holz getäfelt war.

### Bizzarrini GT America
Einige für den amerikanischen Markt vorgesehene Modelle erhielten die Bezeichnung GT America. Sie entsprachen weitgehend dem europäischen Strada.

### Bizzarrini GT Corsa 5300

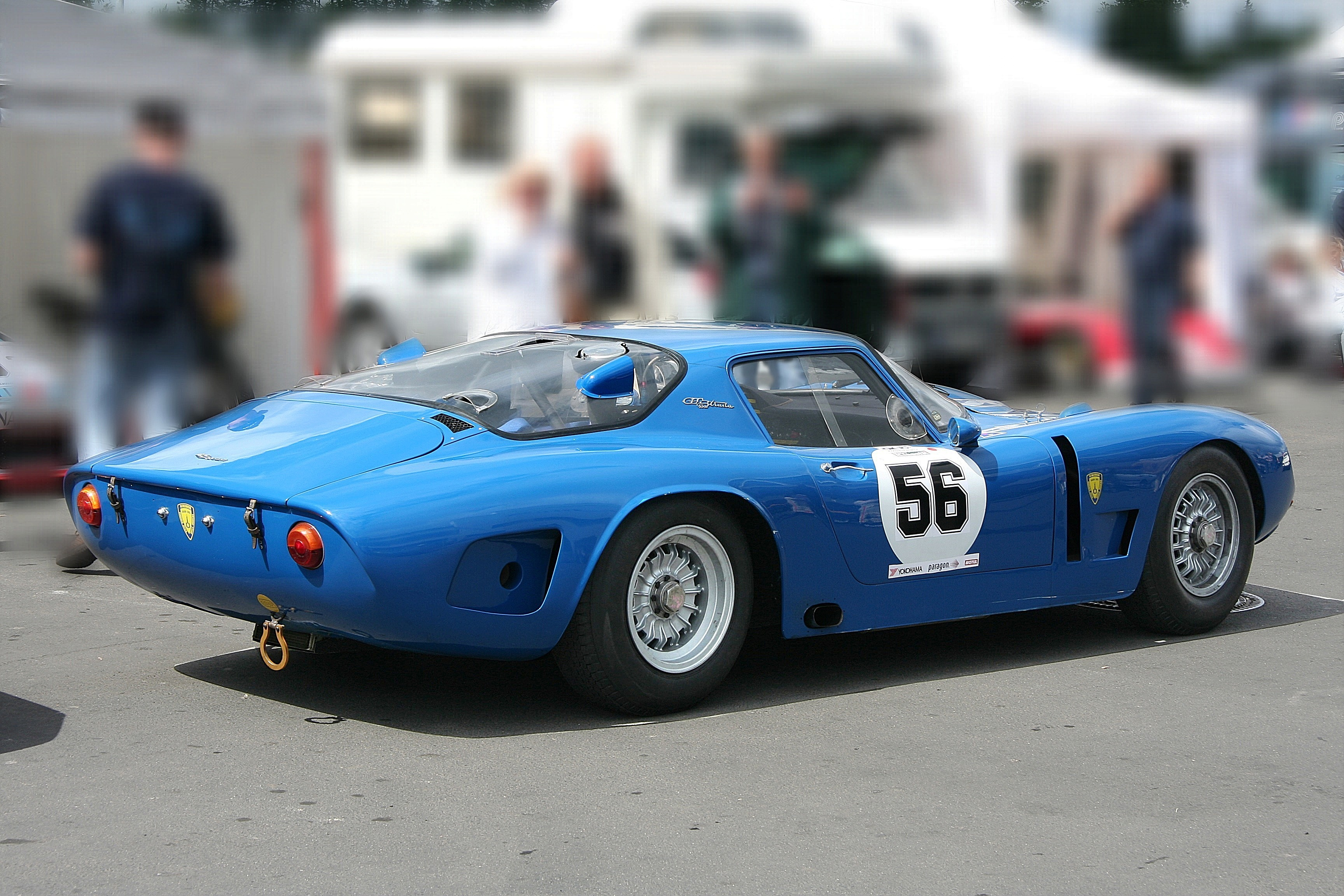
Bizzarrini GT Corsa 5300 beim Oldtimer Festival 2008 auf dem Nürburgring

Der GT Corsa 5300 war eine für Rennsporteinsätze konzipierte Abwandlung des Strada, die kompromisslos auf Sportlichkeit ausgerichtet war. Bizzarrini reduzierte das Gewicht des Fahrzeugs um 40 Kilogramm, indem er Bauteile, die dem Komfort dienten, entfernte. Dazu gehörten die inneren Türverkleidungen, die Kurbelfenster – sie wurden durch Schiebefenster ersetzt – und die Lüftung. Beim Aufbau der Karosserie wurden dünnere und damit leichtere Aluminiumbleche verwendet. Die Corsa-Modelle hatten zusätzliche Lüftungsöffnungen im Bereich der Heckscheibe. In mindestens vier Fällen bestand die Karosserie aus Kunststoff.

### Bizzarrini 5300 Spyder S.I.

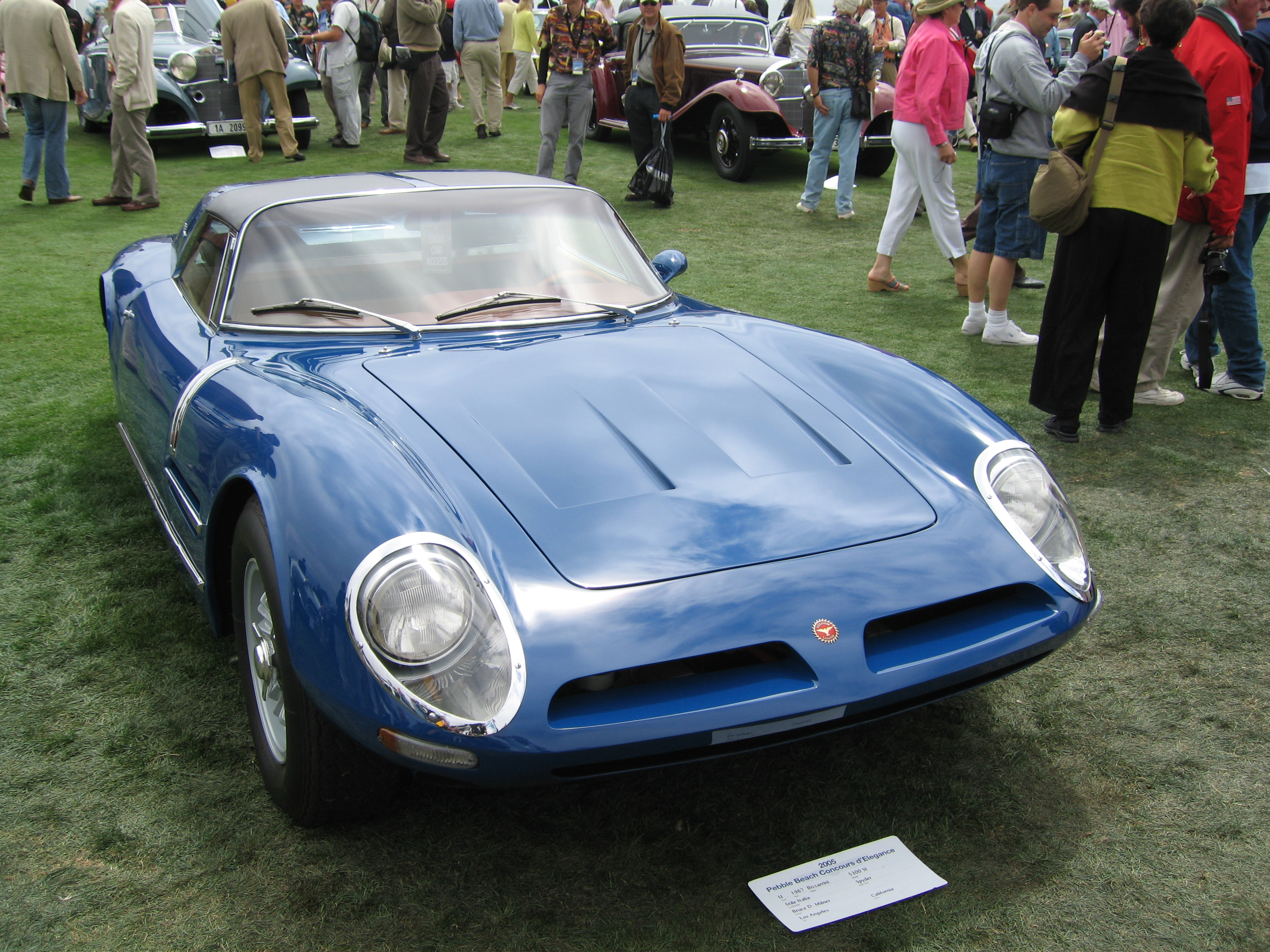
Bizzarrini 5300 Spyder S.I.

Weitgehend eigenständig sind die Spyder-Modelle des Bizzarrini 5300. Insgesamt entstanden drei Exemplare: Ein Prototyp und zwei davon deutlich abweichende Fahrzeuge, die in den Verkauf gingen.
- Der Prototyp des Spyder wurde in der zweiten Hälfte des Jahres 1965 entwickelt und auf dem Genfer Automobilsalon im März 1966 der Öffentlichkeit vorgestellt. Die Grundlinie des Fahrzeugs ähnelte der des GT Strada 5300, allerdings hatte der Wagen einen abnehmbaren Überrollbügel und ebenso entfernbare Dachteile. Das Fahrgestell des Ausstellungsexemplars war nicht verstärkt worden, sodass die Verwindungsneigung des Autos extrem war. Giotto Bizzarrini bezeichnete den Aufbau als „labil“, woran sich auch nichts änderte, als der Überrollbügel später fest verschweißt wurde. Der Spyder-Prototyp ging nicht in den Verkauf. Als er nach der Insolvenz der Automobili Bizzarrini gleichwohl in private Hände gelangte, installierte Bizzarrini auf Wunsch des Eigentümers einen passenden Motor. Allerdings brach nach nur 2000 Kilometern infolge der hohen Karosserieverwindungen die Windschutzscheibe. Der Prototyp stand daraufhin nahezu 30 Jahre lang still, bevor ein Sammler ihn kaufte und mit einer Karosserie im Stil der späteren „Serien“-Spyder versah.
- Nach dem Scheitern des Spyder-Prototyps konstruierte Bizzarrini eine weitere offene Version des 5300 mit fest verschweißtem Überrollbügel und einigen Verstärkungen um die Windschutzscheibe. Die Karosserie wurde bei dem Turiner Unternehmen Stile Italia hergestellt.[24] Vom nunmehr Spyder S.I. (für Stile Italia) genannten Wagen entstanden 1967 und 1968 zwei Exemplare. Das erste, rot lackierte, Fahrzeug wurde für Bizzarrinis Investor Harold Sarko hergestellt, das zweite, blaue, für Domenico Iselio, den Inhaber von Stile Italia. Eine reguläre Serienfertigung scheiterte nach Ansicht Giotto Bizzarrinis an der mangelnden Finanzierung.[25]

## Werksseitiges Motorsportengagement

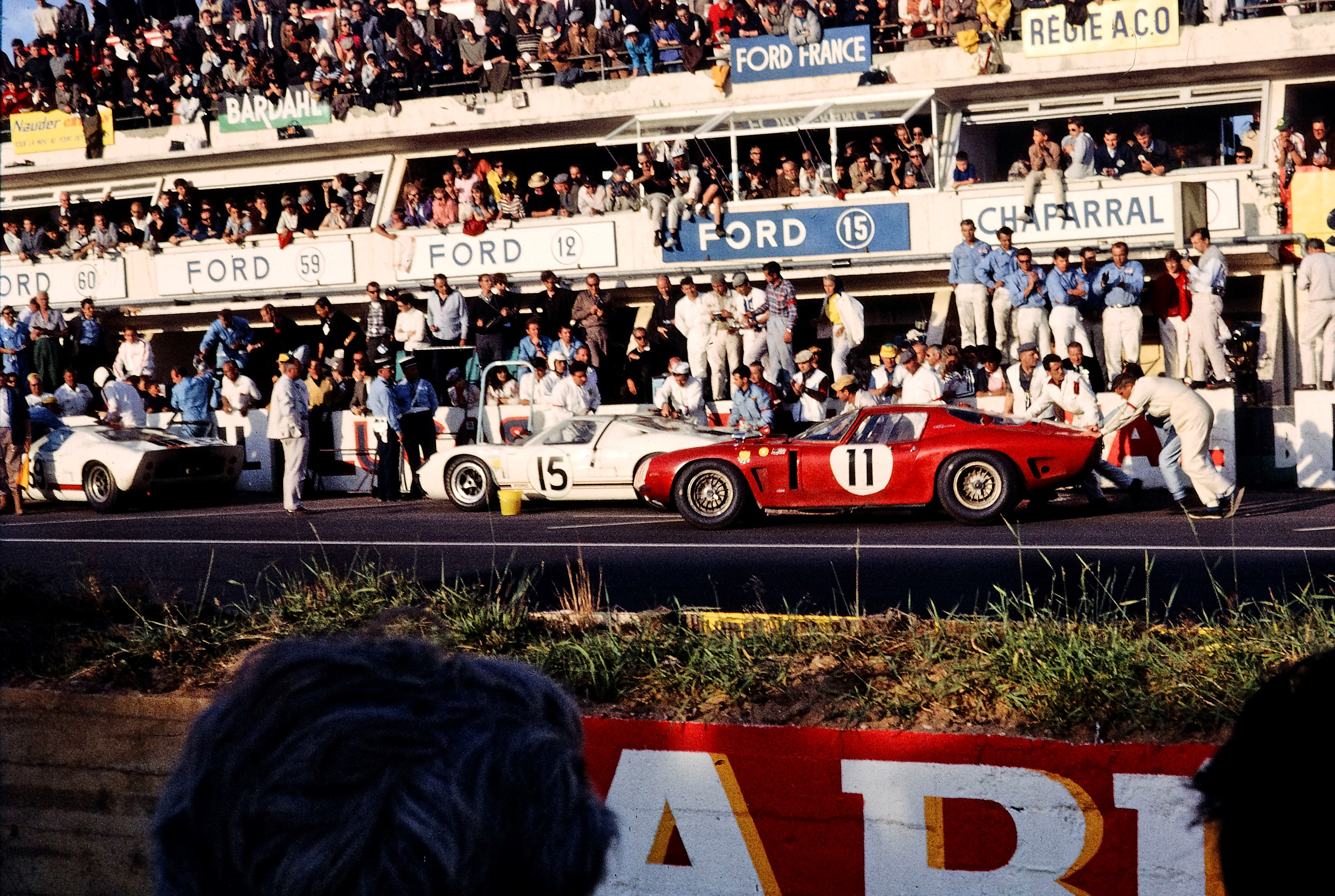
Der GT 5300 des Bizzarrini-Werksteams (Nr. 11) beim 24-Stunden-Rennen von Le Mans 1966

Der Bizzarrini GT 5300 war ebenso wie sein Vorgänger Iso A3/C für die Teilnahme an Rennveranstaltungen konzipiert. Giotto Bizzarrini hatte den A3/C bereits 1964 und 1965 für Iso Rivolta bei diversen Langstreckenrennen eingesetzt und dabei einige Erfolge erzielt, unter anderem in beiden Jahren Klassensiege bei den 24-Stunden-Rennen von Le Mans (zu den Einzelheiten siehe dort).
Auch nachdem Bizzarrini sich im Sommer 1965 von Renzo Rivolta getrennt hatte, setzte er das Motorsportengagement fort. Bizzarrini baute für diese Zwecke ein neues Fahrzeug auf, das die Fahrgestellnummer BA4 106 erhielt und sämtliche Renneinsätze des Werks in der Saison 1966 bestreiten sollte. Allerdings konnte Bizzarrini mit dem konzeptionell unveränderten GT 5300 keine Erfolge mehr erzielen. Beim ersten Einsatz, dem 1000-km-Rennen von Monza, fielen Bizzarrinis Fahrer Edgar Berney und Antonio Nieri ebenso wegen technischen Defekts aus wie bei der prestigeträchtigen Targa Florio im Mai 1966. Die 1000-km-Rennen von Spa-Francorchamps und auf dem Nürburgring ließ Bizzarrini wegen Geldmangels aus, um die Ressourcen für das 24-Stunden-Rennen von Le Mans im Juni 1966 zu schonen. Hier erschien Bizzarrini erstmals mit seiner neuen Konstruktion, dem P 538, dem die bevorzugte Aufmerksamkeit des Werkes galt. Neben dem – zu dieser Zeit noch nicht ausgereiften – Prototypen meldete Bizzarrini den GT 5300 für Sam Posey und Massimo Natili, der vier Plätze vor dem P 538 ins Rennen ging. Die Veranstaltung brachte keinen Erfolg für die Bizzarrinis. Während der P 538S verunglückte, wurden Posey und Natali disqualifiziert, weil sie eine Sicherheitslinie in der Boxengasse überfahren hatten.
Für 1967 stattete Bizzarrini den GT 5300 mit der Fahrgestellnummer BA4 0106 mit einem sieben Liter großen Achtzylindermotor von Ford aus. Das Auto wurde von Edgar Berney und Jean de Mortemart beim 1000-km-Rennen von Monza gefahren, kam aber nicht ins Ziel. Eine Meldung für das 24-Stunden-Rennen von Le Mans 1967 wurde nicht akzeptiert, da die Kommissare den Wagen in technischer Hinsicht für regelwidrig hielten. Daraufhin beendete Giotto Bizzarrini sein werksseitiges Engagement im Motorsport.

## Nembo 7 Litri
Eine „interessante Abwandlung des GT 5300“ war der Nembo 7 Litri. Das 1966 von Neri e Bonacini in Modena aufgebaute Auto nutzte das Chassis des GT 5300 und hatte dessen nur in Details abgewandelte Karosserie. Der wesentliche Unterschied war die Motorisierung: Der Nembo wurde von einem 6981 cm³ (427 cui) großen Achtzylinder-V-Motor von Ford aus der Baureihe FE (Side-Oiler) angetrieben, der von Holman-Moody getunt worden war und zeitgenössischen Quellen zufolge 500 PS bei 9500 Umdrehungen pro Minute leistete. Zu den Details dieses Modells gibt es viele Unklarheiten. Insgesamt wurden nur ein oder zwei Fahrzeuge nach diesem Muster hergestellt. Über ihren Verbleib ist nichts bekannt, sie gelten als verschollen. Der Nembo 7 Litri inspirierte Iso Rivolta 1968 zur Einführung des Iso Grifo 7 Litri, der etwa 70 mal hergestellt wurde. Im Fall des Grifo kam der Motor allerdings von Chevrolet.